# Лази-Дуже (Підляське воєводство)
Лази-Дуже (пол. Łazy Duże) — село в Польщі, у гміні Тикоцин Білостоцького повіту Підляського воєводства.
У 1975-1998 роках село належало до Білостоцького воєводства.